# Mitsubishi 3000GT
Mitsubishi 3000GT — спортивний автомобіль класу GT японської компанії Mitsubishi Motors. Випускався з 1990 по 2000 рік. На внутрішньому ринку Японії був відомий як Mitsubishi GTO. Для Північної Америки автомобіль збирався корпорацією Chrysler під назвою Dodge Stealth.

## Опис

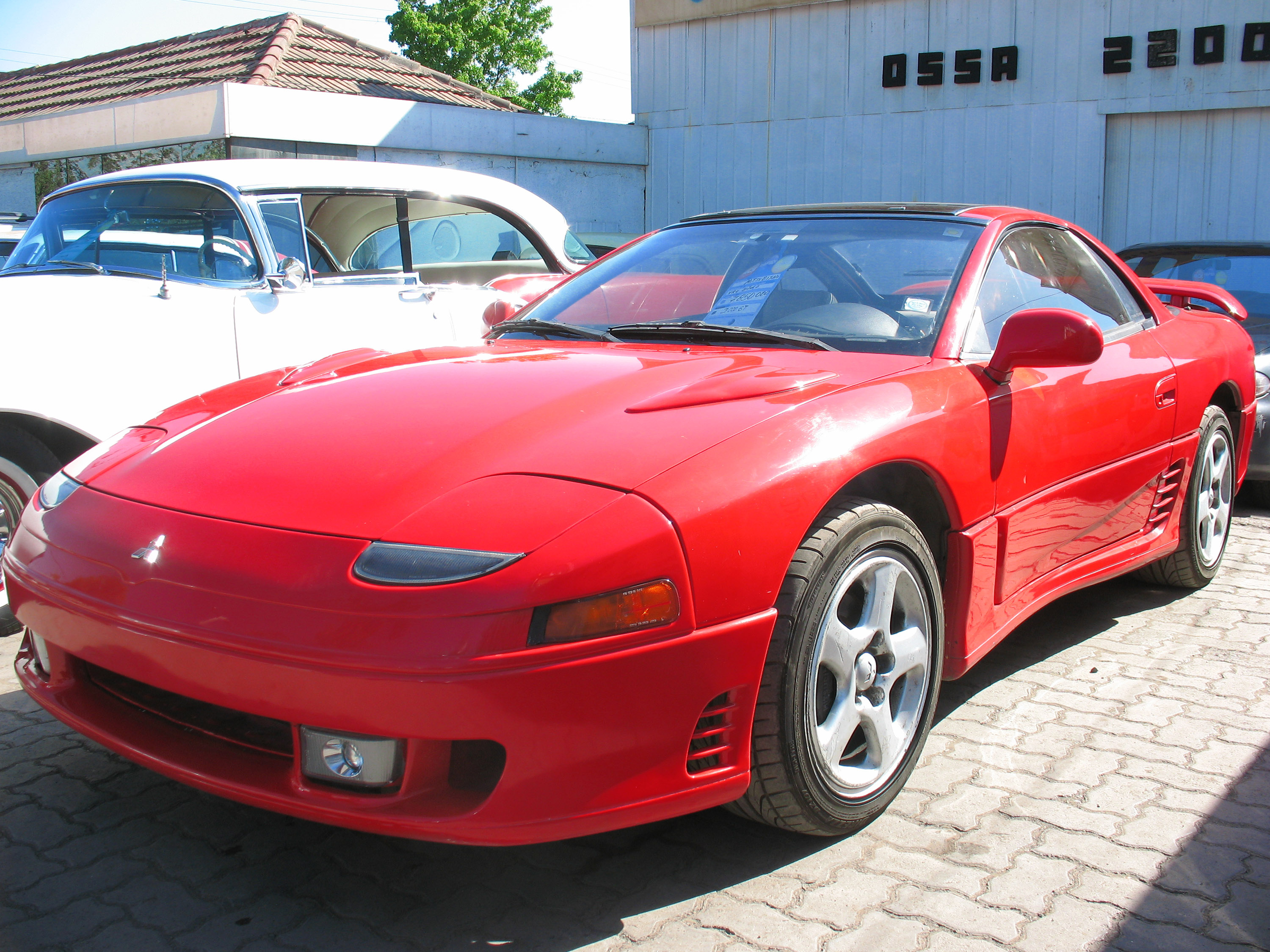
Mitsubishi 3000GT (1990-1993)

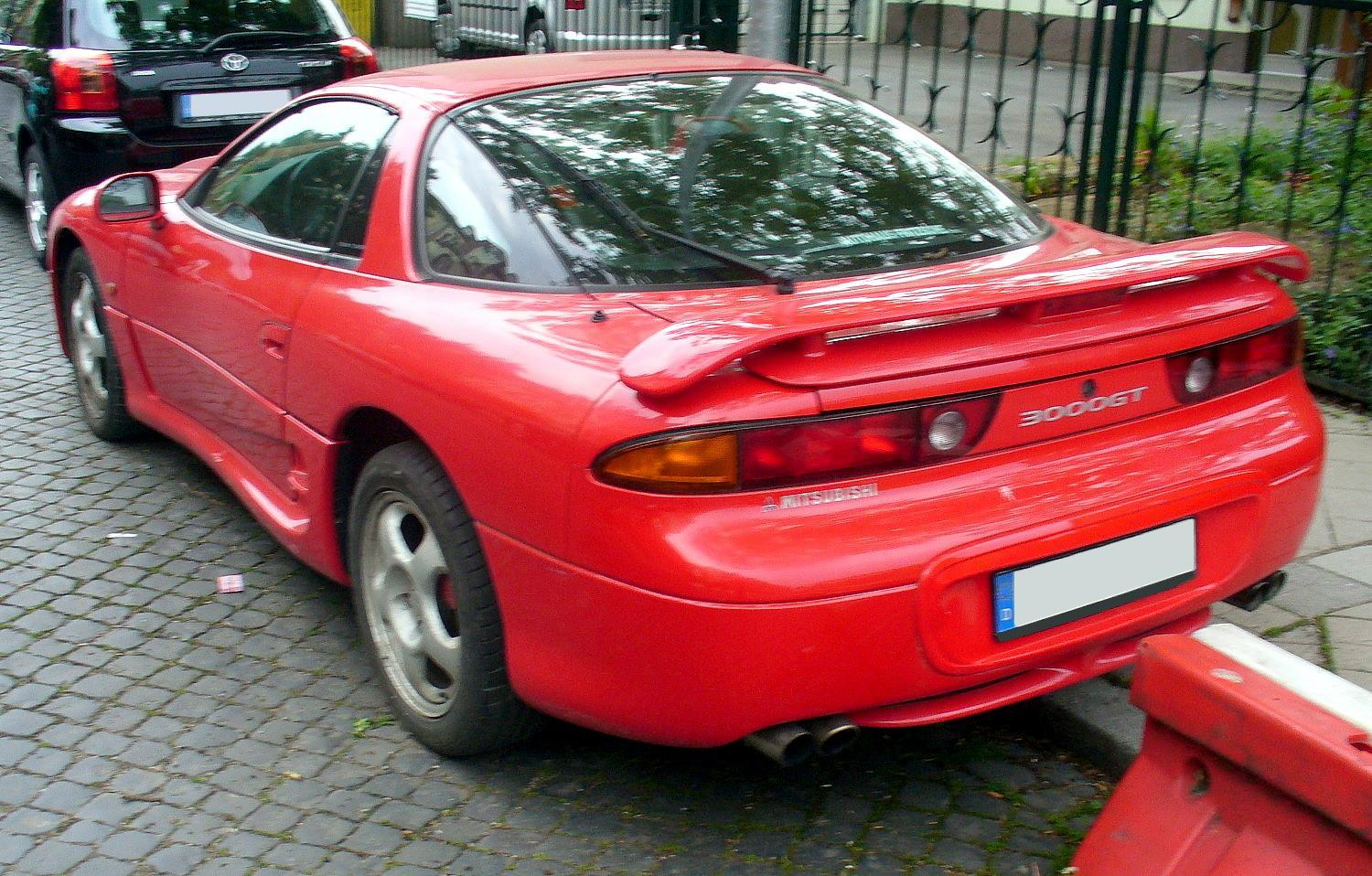
Mitsubishi 3000GT (1994-1999)

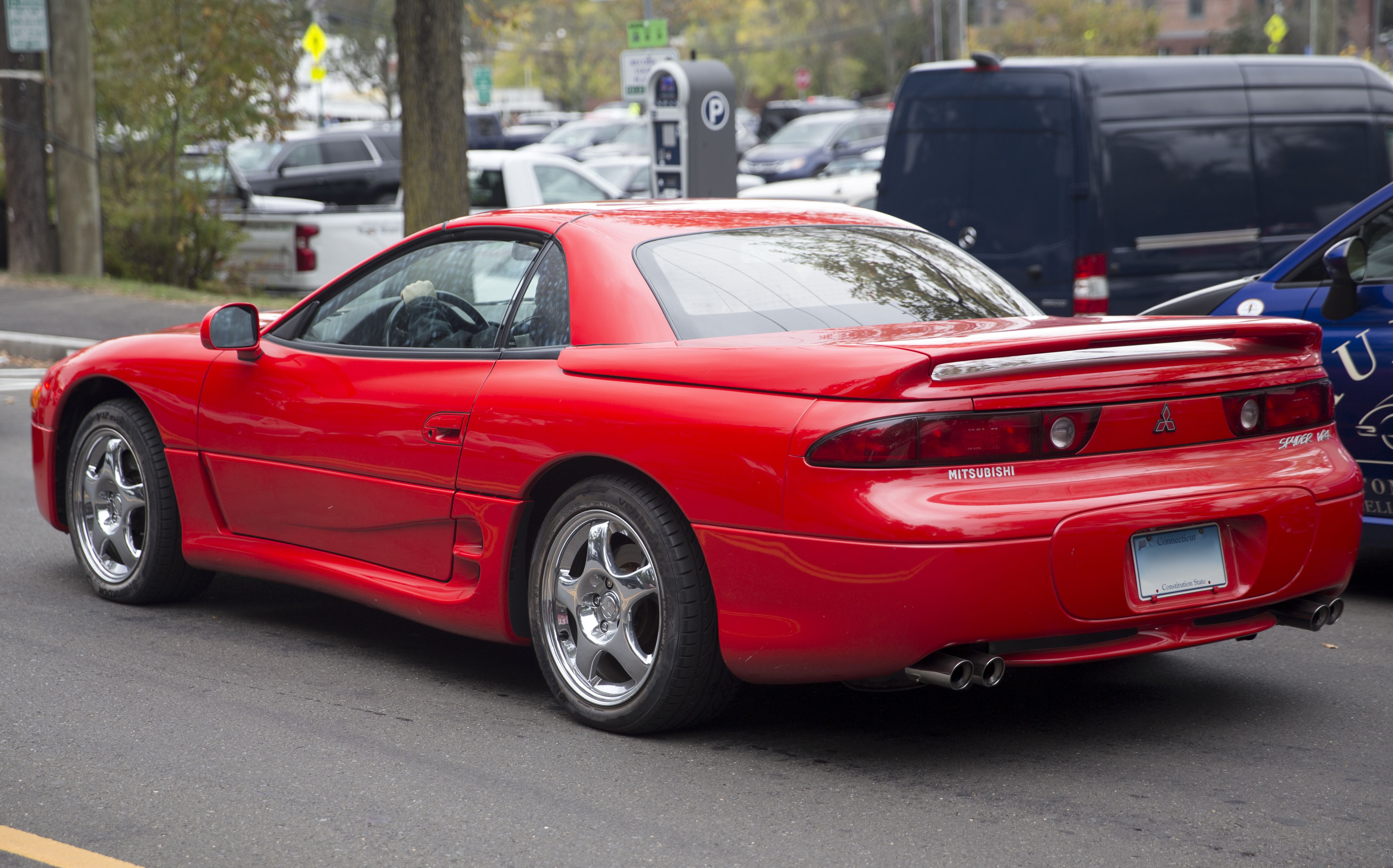
Mitsubishi 3000GT Spyder

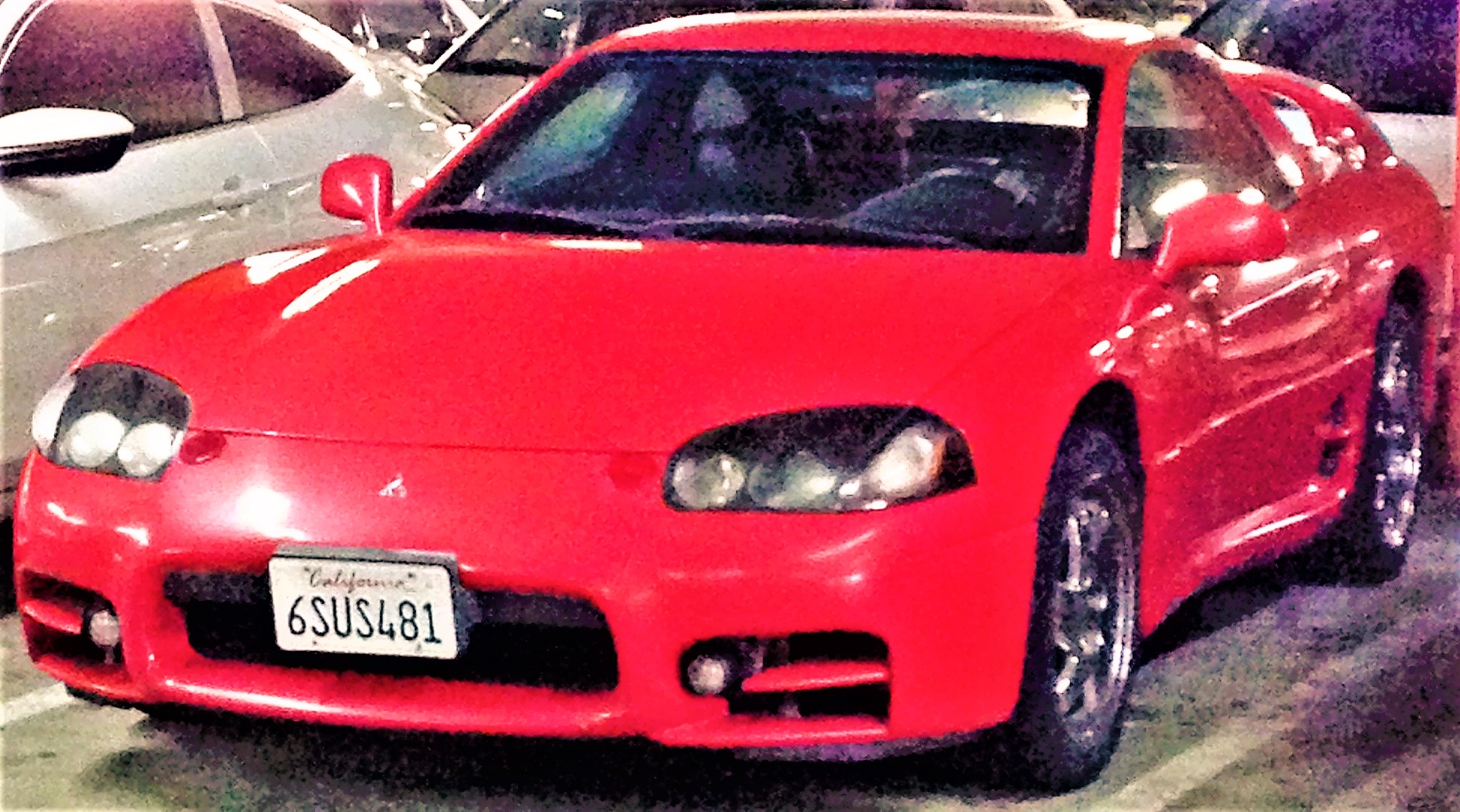
Mitsubishi 3000GT (1999-2001)

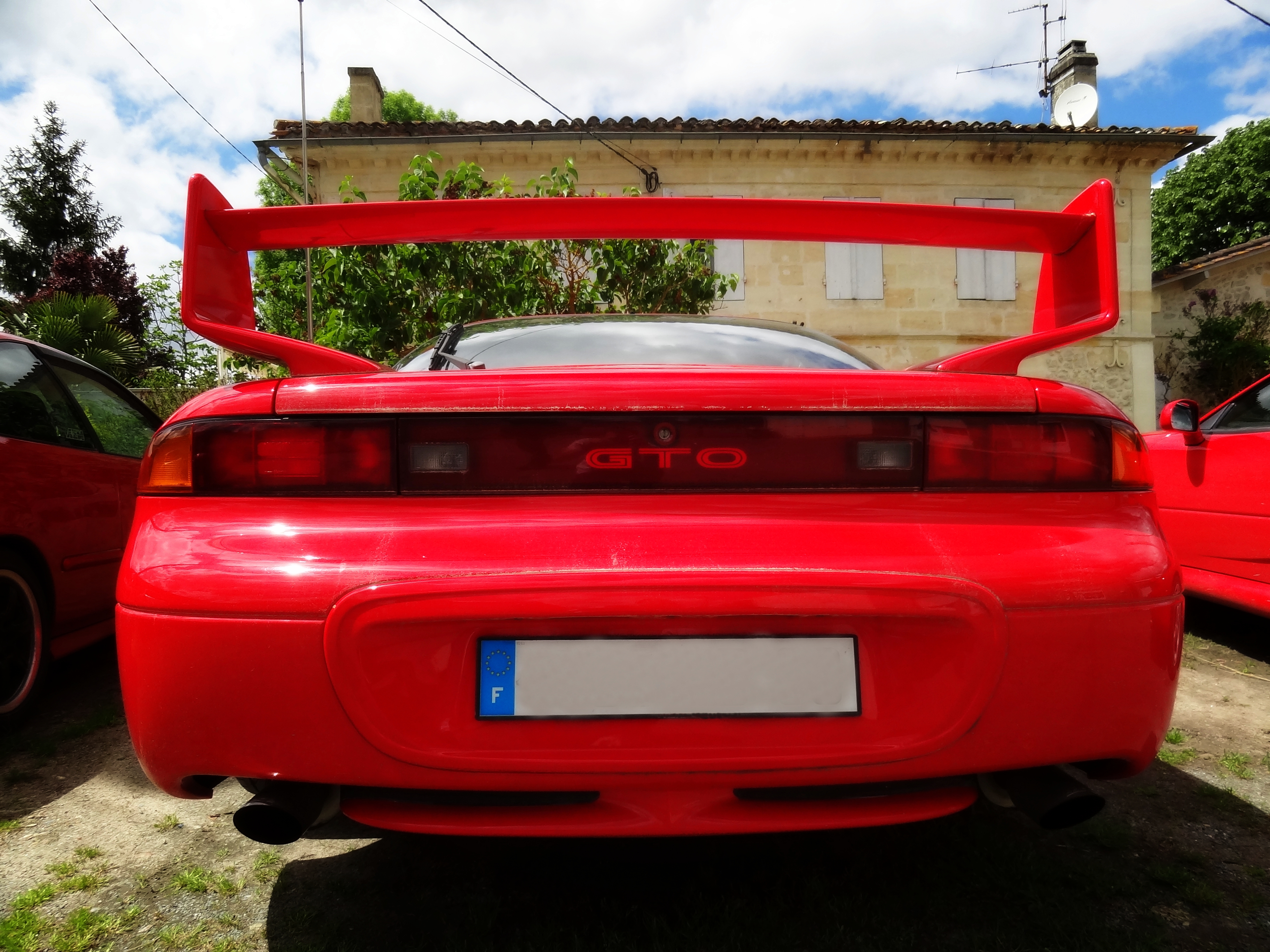
Mitsubishi 3000GT (1999-2001)

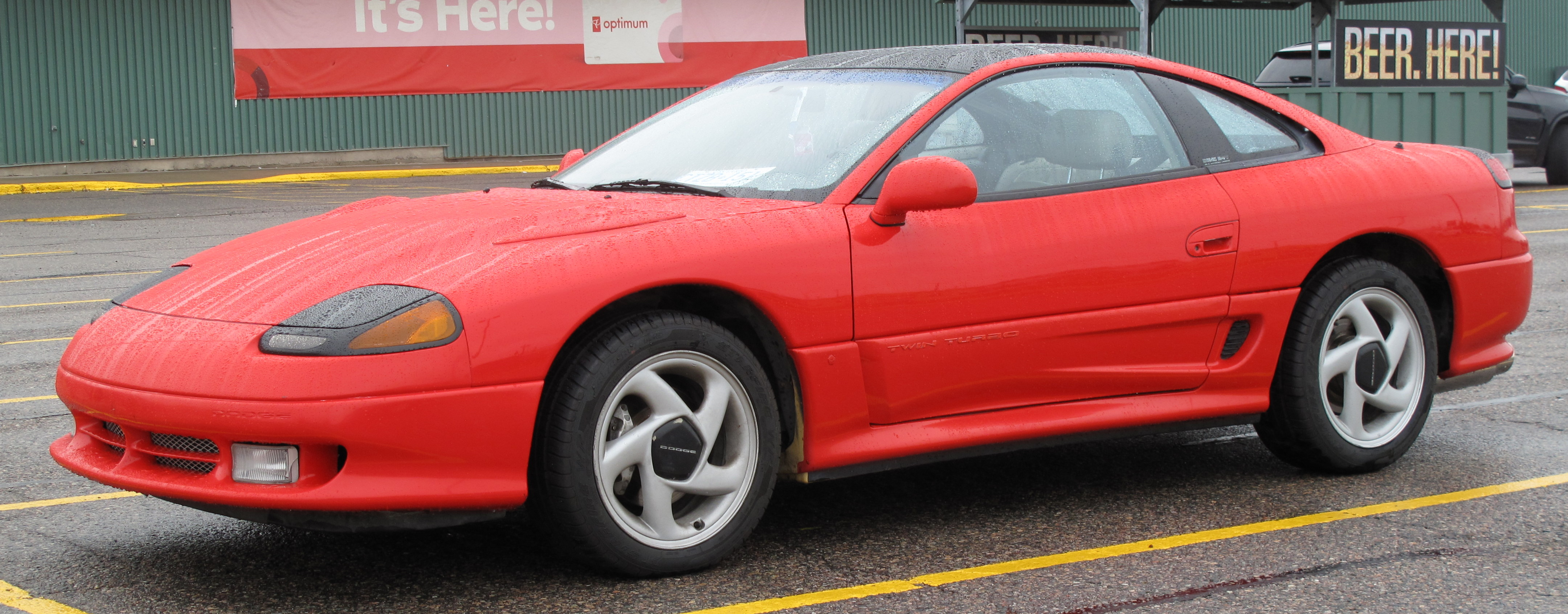
Dodge Stealth (1991–1996)

Після успішного показу концепт-карів Mitsubishi HSR і HSX в 1989 році на Tokyo Motor Show, Mitsubishi розробила новий GTO як технологічно просунуте двомісне спортивне купе, щоб конкурувати з Honda NSX, Mazda RX-7, Nissan 300ZX, Skyline GT-R, Subaru SVX і Toyota Supra. Вони відродили назву GTO, і автомобіль продовжували випускати до кінця десятиліття.

### Перше покоління 1990-1993
У першому поколінні Mitsubishi використала свої найсучасніші технології, такі як чотири активних (поворотних) колеса 4WS, перемикач, що дозволяє регулювати звук вихлопних газів і електронне управління підвіскою (ECS). 
Автомобіль пропонувався з двигуном 3,0 6G72 V6 DOHC 24v з чотирма розпродільчими валами і багатоточковим уприскуванням палива в циліндри в атмосферній версії і з двома турбонагнітачі та інтеркулером. Двигун розміщався спереду поперечно і працював в парі з 5-ст. МКПП або 4-ст. АКПП. Привід міг бути переднім (тільки атмосферний двигун) або повним 4WD FULLTIME.
Передня підвіска включає амортизаційні стійки, трикутні важелі і поперечний стабілізатор, задня підвіска складається з поперечних важелів, гвинтових пружин, амортизаторів і поперечних стабілізаторів.
3000 GT має так звану активну аеродинаміку. На оббивці центрального тунелю є перемикач, за допомогою якого опускається передній спойлер і збільшується кут нахилу заднього антикрила. Це відбувається як в примусовому, так і в автоматичному режимі - після того, як швидкість досягне 80 км/год. На Dodge Stealth не було активної аеродинаміки.
Варто також згадати вентильовані гальмівні диски на всіх колесах, жорсткі скоби спортивного типу та литі колісні диски.
Версія з твін-турбодвигуном і повним приводом отримала назву Mitsubishi 3000GT VR-4 і розганялась від 0 до 100 км/год за 5,7 с досягаючи максимальної швидкості 270 км/год.

### Друге покоління 1994-1996
Друге покоління моделі відрізняється від першого насамперед за зміненим переднім і заднім бамперами, а також по бічних повітрозабірниках. Інтер'єр теж був перероблений, з'явилися 2 подушки безпеки, нова аудіо система і кондиціонер. Двигун з подвійним турбонаддувом отримав невеликий приріст крутного моменту з 416 Нм до 427 Нм. На додаток до цього, VR-4 почали оснащувати шестиступінчастою механічною коробкою передач Getrag.

### Третє покоління 1997-2001
Двигун 3,0 л 6G72 V6 SOHC, раніше доступний тільки в Dodge Stealth в базовій версії, почали встановлювати в моделі Mitsubishi, після чого Dodge Stealth зняли з виробництва. У 1999 році автомобіль отримав часткові перетворення екстер'єру, включаючи новий передній бампер, фари, поворотники та великий задній спойлер. 1999 рік було останнім роком 3000GT, коли він був доступний на ринку США.

## Двигуни

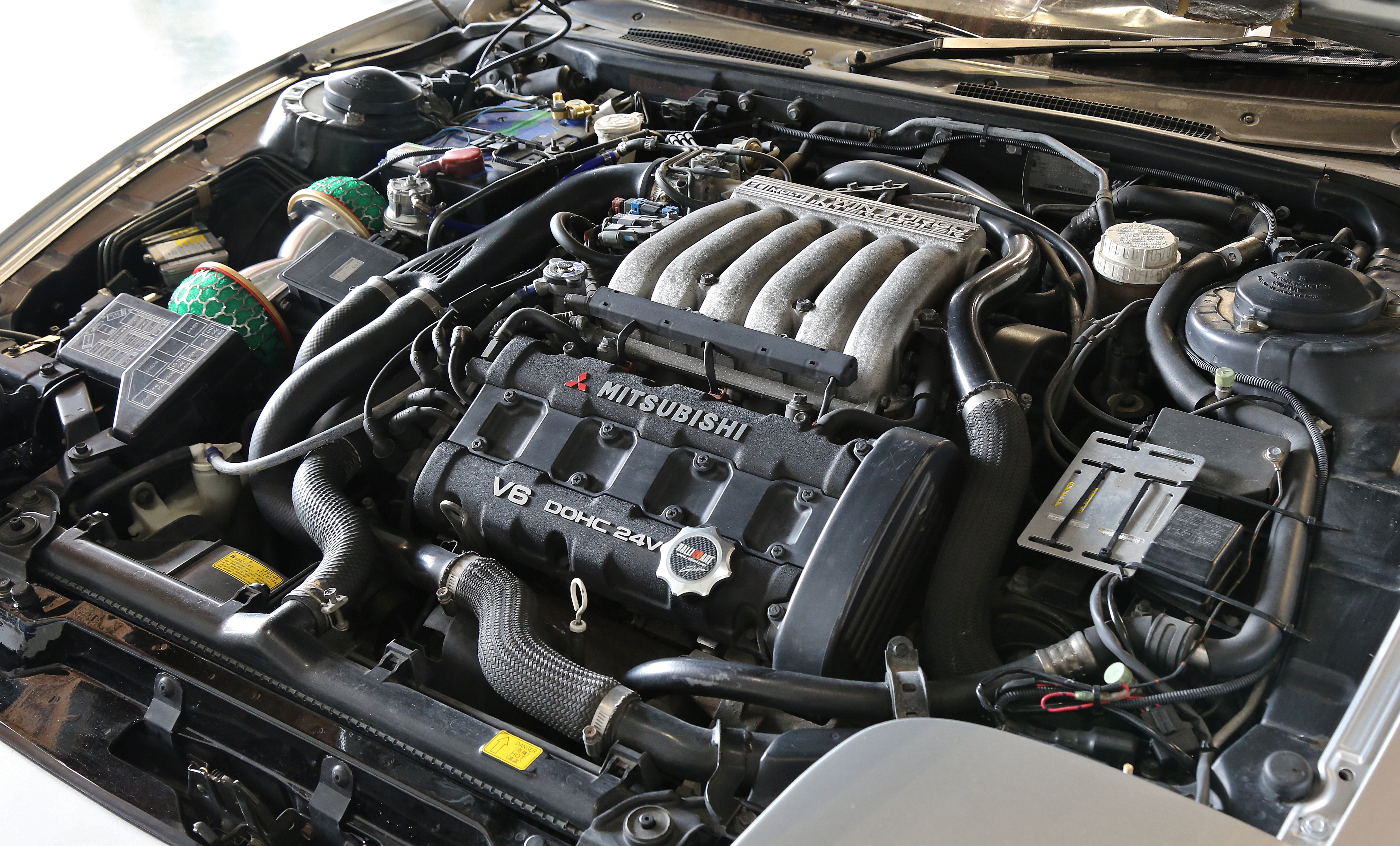
Mitsubishi 6G72 Twin Turbo

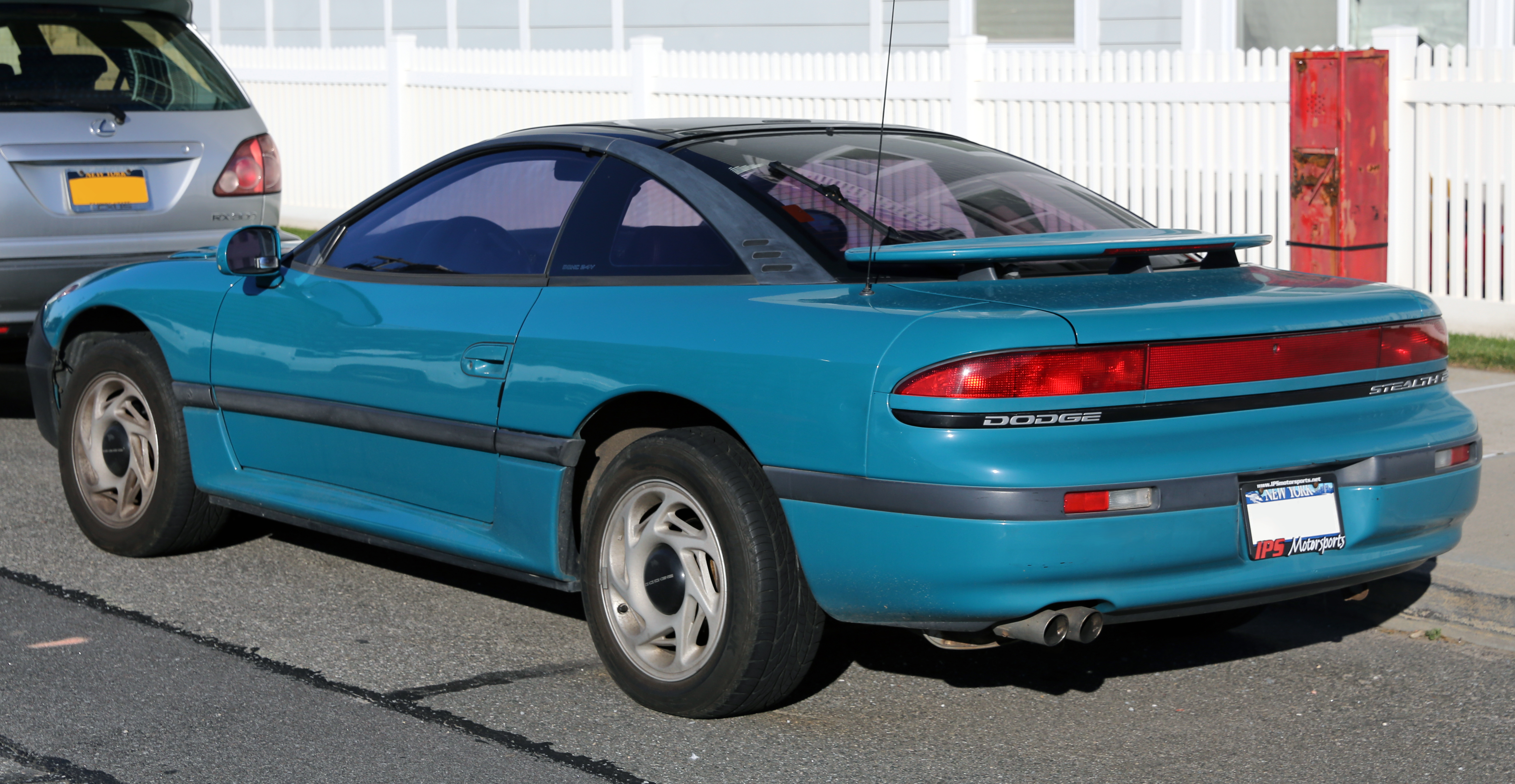
Dodge Stealth (1991–1996)

- 3,0 л 6G72 V6 SOHC 12v 162 к.с. (тільки для Dodge Stealth)
- 3,0 6G72 V6 DOHC 24v 223-226 к.с.
- 3,0 6G72 V6 DOHC 24v twin-turbo  280 к.с. (тільки для Японії)
- 3,0 6G72 V6 DOHC 24v twin-turbo 300-324 к.с.